# Lebutu (Aldeia, Bereleu)
Lebutu (Leubutu) ist eine osttimoresische Aldeia im Suco Bereleu (Verwaltungsamt Lequidoe, Gemeinde Aileu). 2015 lebten in der Aldeia 274 Menschen.

## Geographie und Einrichtungen
Die Aldeia Lebutu liegt im Nordosten des Sucos Bereleu. Westlich befindet sich die Aldeia Lebumetan, südlich die Aldeia Tataresi und südöstlich die Aldeia Riamori. Im Norden grenzt Lebutu an den Suco Hautoho (Verwaltungsamt Remexio) und im Osten an den Suco Faturilau.
Die Hauptstraße des Sucos bildet zunächst grob die Grenze zur Aldeia Tataresi, bevor sie Lebutu bis nach Faturilau durchquert. Entlang der Straße befindet sich nahezu die gesamte Besiedlung der Aldeia, die als das Dorf (Bairo) Lebutu zusammengefasst wird, auch wenn die Häuser weit verstreut sind und südlich der Straße zum Teil zu Tataresi gehören. Die Straße verläuft entlang eines Bergrückens. Nach Norden fällt das Land hinab zum Coioiai, dem Grenzfluss zu Hautoho. Im südlich gelegenen Tal fließt der Pahikele, der später in den im nächsten Tal fließenden Orlaquru mündet. Alle Flüsse gehören zum System des Nördlichen Laclós.
Im Westen des Dorfes Lebutu stehen die Gebäude der Zentralen Grundschule (Escola Básica Central EBC) Bereleu und der Grundschule (Escola Básica EB) Bereleu-Lebutu und im Osten das Jugendhaus des Kreuzes (Uma Cruz Jovem) Lebutu.